# Virginia Eriksdotter
Virginia Vasa (Kalmar, 1º gennaio 1559 – Odensjö, 1633) è stata una nobile svedese.

## Biografia
Era una figlia illegittima di Eric XIV di Svezia. Nacque dalla relazione tra il re di Svezia e Agda Persdotter.
Nel 1561 lei e tutti i figli illegittimi del re vennero educati alla corte della principessa Cecilia Vasa, sorella di Eric.
Dal 1564, dopo che Cecilia dovette lasciare la Svezia, il compito di prendersi cura dei figli del re passò all'altra sorella Elisabetta Vasa. La principessa aveva dato il compito di occuparsi dei nipoti alla sua dama di compagnia Karin Månsdotter, futura regina di Svezia.
Nel 1566 suo padre fu intenzionato a darla in moglie allo zarevic Ivan Ivanovich di Russia ma Virginia si oppose.
Nel 1585 Giovanni III di Svezia le diede in proprietà la tenuta di Västergötland.
Nel 1586 scelse di sposare il nobile Håkan Knutsson Hand, governatore del castello di Kronoberg. Nel 1589 le vennero concesse altre proprietà da Carlo IX di Svezia.

## Ascendenza
|                                |   |                                           | Genitori                                          |  |  | Nonni |  |  | Bisnonni            |  |  | Trisnonni                |  |
|                                |   |                                           |                                                   |  |  |       |  |  | Erik Johansson Vasa |  |  | Johan Kristiernsson Vasa |  |
|                                |   |                                           |                                                   |  |  |       |  |  | Erik Johansson Vasa |  |  | Johan Kristiernsson Vasa |  |
|                                |   | Birgitta Gustavsdotter Sture              |                                                   |  |  |       |  |  | Erik Johansson Vasa |  |  |                          |  |
| Gustavo I, re di Svezia        |   |                                           |                                                   |  |  |       |  |  | Erik Johansson Vasa |  |  |                          |  |
|                                |   | Cecilia Månsdotter Eka                    | Måns Karlsson Eka                                 |  |  |       |  |  |                     |  |  |                          |  |
|                                |   | Cecilia Månsdotter Eka                    | Måns Karlsson Eka                                 |  |  |       |  |  |                     |  |  |                          |  |
|                                |   | Cecilia Månsdotter Eka                    | Sigrid Eskilsdotter Banér                         |  |  |       |  |  |                     |  |  |                          |  |
| Erik XIV, re di Svezia         |   | Cecilia Månsdotter Eka                    |                                                   |  |  |       |  |  |                     |  |  |                          |  |
|                                |   | Magnus I, VIII duca di Sassonia-Lauenburg | Giovanni V, VII duca di Sassonia-Lauenburg        |  |  |       |  |  |                     |  |  |                          |  |
|                                |   | Magnus I, VIII duca di Sassonia-Lauenburg | Giovanni V, VII duca di Sassonia-Lauenburg        |  |  |       |  |  |                     |  |  |                          |  |
|                                |   | Magnus I, VIII duca di Sassonia-Lauenburg | Dorotea di Brandeburgo                            |  |  |       |  |  |                     |  |  |                          |  |
| Caterina di Sassonia-Lauenburg |   | Magnus I, VIII duca di Sassonia-Lauenburg |                                                   |  |  |       |  |  |                     |  |  |                          |  |
|                                |   | Caterina di Brunswick-Wolfenbüttel        | Enrico IV, XII principe di Brunswick-Wolfenbüttel |  |  |       |  |  |                     |  |  |                          |  |
|                                |   | Caterina di Brunswick-Wolfenbüttel        | Enrico IV, XII principe di Brunswick-Wolfenbüttel |  |  |       |  |  |                     |  |  |                          |  |
|                                |   | Caterina di Brunswick-Wolfenbüttel        | Caterina di Pomerania-Wolgast                     |  |  |       |  |  |                     |  |  |                          |  |
| Virginia Eriksdotter           |   | Caterina di Brunswick-Wolfenbüttel        |                                                   |  |  |       |  |  |                     |  |  |                          |  |
|                                | … | …                                         |                                                   |  |  |       |  |  |                     |  |  |                          |  |
|                                | … | …                                         |                                                   |  |  |       |  |  |                     |  |  |                          |  |
|                                | … | …                                         |                                                   |  |  |       |  |  |                     |  |  |                          |  |
| Peder Klementsson              | … |                                           |                                                   |  |  |       |  |  |                     |  |  |                          |  |
|                                |   | …                                         | …                                                 |  |  |       |  |  |                     |  |  |                          |  |
|                                |   | …                                         | …                                                 |  |  |       |  |  |                     |  |  |                          |  |
|                                |   | …                                         | …                                                 |  |  |       |  |  |                     |  |  |                          |  |
| Agda Persdotter                |   | …                                         |                                                   |  |  |       |  |  |                     |  |  |                          |  |
|                                |   | …                                         | …                                                 |  |  |       |  |  |                     |  |  |                          |  |
|                                |   | …                                         | …                                                 |  |  |       |  |  |                     |  |  |                          |  |
|                                |   | …                                         | …                                                 |  |  |       |  |  |                     |  |  |                          |  |
| …                              |   | …                                         |                                                   |  |  |       |  |  |                     |  |  |                          |  |
|                                |   | …                                         | …                                                 |  |  |       |  |  |                     |  |  |                          |  |
|                                |   | …                                         | …                                                 |  |  |       |  |  |                     |  |  |                          |  |
|                                |   | …                                         | …                                                 |  |  |       |  |  |                     |  |  |                          |  |
|                                |   | …                                         |                                                   |  |  |       |  |  |                     |  |  |                          |  |